# Lista de aeroportos de Angola
A Lista de aeroportos em Angola inclui os aeroportos do país angolano, ordenadas por localização. Os nomes dos Aeroportos em negrito indicam que o aeroporto em causa tem agendado o serviço de passageiros por uma linha aérea comercial:
| Cidade servida        | Província      | ICAO | IATA      | Nome do Aeroporto                                  | Pista (m)   |
| --------------------- | -------------- | ---- | --------- | -------------------------------------------------- | ----------- |
| Ambriz                | Bengo          | FNAM | AZZ       | Aeroporto de Ambriz                                | 1790        |
| Andulo                | Bié            |      | ANL       | Aeroporto de Andulo                                |             |
| Benguela              | Benguela       | FNBG | BUG       | Aeroporto 17 de Setembro                           | 1620 × 30.5 |
| Cabinda               | Cabinda        | FNCA | CAB       | Aeroporto Maria Mambo Café                         | 2500 × 30   |
| Cafunfo               | Lunda Norte    | FNCF | CFF       | Aeroporto de Cafunfo                               | 2500        |
| Camaxilo              | Lunda Norte    | FNCX | CXM       | Aeroporto de Camaxilo                              | 1800        |
| Cambulo               | Lunda Norte    | FNZG | NZA       | Aeroporto de Nzagi                                 | 1800 × 20.5 |
| Cangombe              | Moxico         |      | CNZ       | Aeroporto de Cangombe                              | 1960        |
| Capanda               | Malanje        | FNCP | KNP       | Aeroporto de Capanda                               | 2000 × 42.5 |
| Catoca                | Lunda Sul      |      |           | Aeroporto de Catoca                                |             |
| Catumbela             | Benguela       | FNCT | CBT       | Aeroporto Internacional Paulo Teixeira Jorge       | 3700 × 30   |
| Cazombo               | Moxico         | FNCZ | CAV       | Aeroporto de Cazombo                               | 1900        |
| Cuango                | Lunda Norte    | FNLZ |           | Aeroporto de Luzamba                               | 1498 × 20   |
| Cuíto                 | Bié            | FNKU | SVP       | Aeroporto Joaquim Kapango                          | 2500 × 30   |
| Cuito Cuanavale       | Cuando-Cubango | FNCV | CTI       | Aeroporto 23 de Março                              |             |
| Dirico                | Cuando-Cubango |      | DRC       | Aeroporto de Dirico                                |             |
| Dundo                 | Lunda Norte    | FNDU | DUE       | Aeroporto Camaquenzo I                             | 1971 × 24.5 |
| Huambo                | Huambo         | FNHU | NOV       | Aeroporto Albano Machado                           | 2660 × 45   |
| Lobito                | Benguela       | FNLB |           | Aeroporto Militar do Lobito                        | 1500 × 30   |
| Luanda                | Luanda         | FNLU | LAD       | Aeroporto Internacional 4 de Fevereiro             | 3716 × 45   |
| Luanda/ Ícolo e Bengo | Luanda         |      |           | Aeroporto Internacional Dr. António Agostinho Neto | 4200 × 60   |
| Luau                  | Moxico         | FNUA | UAL       | Aeroporto General Sapilinha Sambalanga             | 1400        |
| Lubango               | Huíla          | FNUB | SDD       | Aeroporto Internacional da Mukanka                 | 2917 × 45   |
| Lucapa                | Lunda Norte    | FNLK | LBZ       | Aeroporto de Lucapa                                |             |
| Luena                 | Moxico         | FNUE | LUO       | Aeroporto Comandante Dangereux                     | 2400 × 39.5 |
| Lumbala               | Moxico         |      | GGC       | Aeroporto de Lumbala                               |             |
| Malanje               | Malanje        | FNMA | MEG       | Aeroporto de Malanje                               | 2220 × 30   |
| Maquela do Zombo      | Uíge           | FNMQ |           | Aeroporto do Zombo                                 | 1450        |
| Mabanza Congo         | Zaire          |      |           | Aeroporto Nimi a Lukeni                            | 1800 × 30   |
| Menongue              | Cuando-Cubango | FNME | SPP       | Aeroporto Comandante Kwenha                        | 3500 × 45   |
| Moçâmedes             | Namibe         | FNMO | MSZ       | Aeroporto Internacional Welwitschia Mirabilis      | 2500 × 45   |
| Nadalatando           | Cuanza Norte   |      | NDF       | Aeroporto Comandante Ngueto                        |             |
| Negage                | Uíge           | FNNG | GXG       | Aeroporto de Negage                                | 2400 × 30   |
| Nezeto                | Zaire          | FNZE | ARZ       | Aeroporto de Nezeto                                | 670         |
| Ondijiva              | Cunene         | FNGI | VPE / NGV | Aeroporto 11 de Novembro                           | 3243 × 29   |
| Porto Amboim          | Cuanza Sul     | FNPA | PBN       | Aeroporto de Porto Amboim                          | 1030 × 30   |
| Saurimo               | Lunda Sul      | FNSA | VHC       | Aeroporto Deolinda Rodrigues                       | 3400 × 45   |
| Soio                  | Zaire          | FNSO | SZA       | Aeroporto General Ndozi                            | 2090 × 53   |
| Sumbe                 | Cuanza Sul     | FNSU | NDD       | Aeroporto do Sumbe                                 | 950 × 18.5  |
| Uíge                  | Uíge           | FNUG | UGO       | Aeroporto Manuel Quarta Mpunza                     | 2000 × 17   |
| Uaco Cungo            | Cuanza Sul     | FNWK | CEO       | Aeroporto de Uaco Cungo                            | 2000 × 42.5 |
| Xangongo              | Cunene         | FNXA | XGN       | Aeroporto de Xangongo                              | 2256 × 29.5 |